# Lodtunduh
Lodtunduh is een bestuurslaag in het regentschap Gianyar van de provincie Bali, Indonesië. Lodtunduh telt 7499 inwoners (volkstelling 2010).